# Europeiska partiet
Europeiska partiet (Європейська партія України) är ett politiskt parti i Ukraina, ingående i valalliansen Vårt Ukraina - Folkets självförvarsblock.